# 蒙捷 (埃纳省)
蒙捷（法語：Monthiers，法語發音：[mɔ̃tje]）是法国上法蘭西大區埃纳省的一个市镇，属于蒂耶里堡区。

## 地理
蒙捷（49°6'12"N, 3°17'53"E）面积7.37 平方千米，位于法国上法蘭西大區埃纳省，该省份为法国北部内陆省份，北起北部省，西接索姆省和瓦兹省，东临阿登省和马恩省，西南至塞纳-马恩省，东北部与比利时接壤。
与蒙捷接壤的市镇（或旧市镇、城区）包括：贝洛、博讷瓦兰、库尔尚、埃波贝聚、利西克利尼翁、普里耶、索默朗。

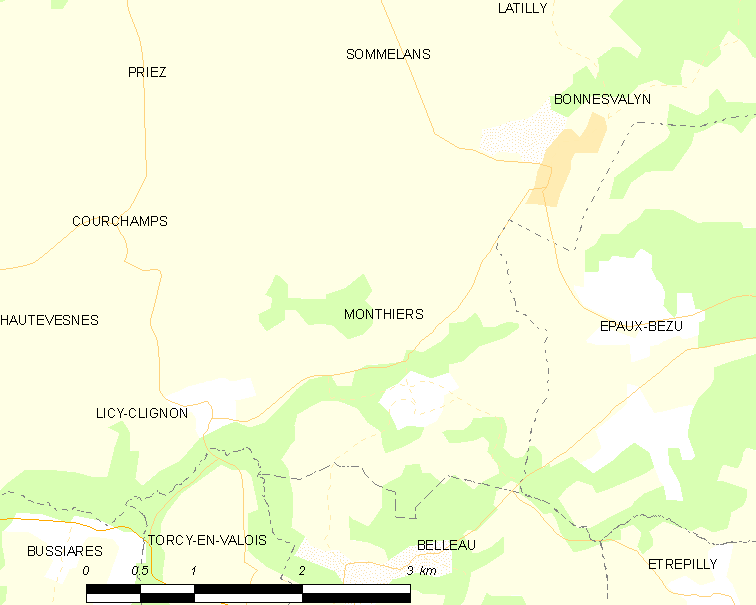
的OSM定位图

蒙捷的时区为UTC+01:00、UTC+02:00（夏令时）。

## 行政
蒙捷的邮政编码为02400，INSEE市镇编码为02509。

## 政治
蒙捷所属的省级选区为维莱科特雷县。

## 人口

1962-2008年间人口变化图示

蒙捷于2022年1月1日时的人口数量为155人。